# Claudio Silvero Acosta
Claudio Silvero Acosta (ur. 30 października 1935 w Iturbe) – paragwajski duchowny rzymskokatolicki, w latach 1998-2014 biskup pomocniczy Encarnación.

## Życiorys
Święcenia kapłańskie przyjął 16 grudnia 1962. 15 marca 1976 został mianowany biskupem Coronel Oviedo. Sakrę biskupią otrzymał 1 maja 1976. 26 marca 1998 został mianowany biskupem pomocniczym Encarnación ze stolicą tytularną Curubis. 15 listopada 2014 przeszedł na emeryturę.